# Іберійська плита
Іберійський мікроконтинент охоплює не тільки Піренейський півострів, але і Корсику, Сардинію, Балеарські острови, Бріансонську зону й Пеннінські Альпи. Наразі Іберійська плита є частиною Євразійської плити

## Неопротерозой
Іберійська плита  виникла під час Кадомського орогенезу наприкінці неопротерозою, близько 650-550 млн років тому, на краю Гондвани, через акрецію з острівними дугами Центрально-Іберійської плити, плити Осса-Морена, Південно-Португальської плити. Три плити ніколи не відокремлювались істотно одна від одної з того часу (Лопес-Гіхарро тощо, 2008).

## Мезозой
За часів суперконтиненту Пангея, Іберійська плита була приєднана до Арморики (Північна Франція). Під час розпаду Пангеї за часів ранньої крейди, Біскайська затока почала відкриватися близько 126 млн років і завершила на 85 млн років тому. Це створило Біскайську абісальну рівнину. В цей час Іберійська плита обертається проти годинникової стрілки по відношенню до Євразії. Це викликало субдукцію Лігурійського басейну на східній стороні, з утворенням Кордильєри-Бетіка.  85 млн років тому Атлантичний океан почав відкриватися між Ірландією і Гренландією, з фіксацією стану Біскайської затоки, як авлакогену.
У пізньому тріасі і ранній юрі було два етапи ріфтогенезу на західній околиці Іберії. Іберійська абісальна рівнина, на захід від узбережжя Португалії та Іспанії, утворюється 126 млн років тому, яка відокремила Іберійську плиту від Великої Ньюфаундлендської банки, Галіцької банки і Флеміш-Кап час розколу 118 млн років. На початку крейди, 110 млн років тому рифтогенез відбувається на заході і північному заході.
У мезозої, пізньої юри Африка розпочинає рух на схід, і відкривається Паратетіс. Від нього залишились осадові породи на сході плити і у центральній частині Іспанії. Два етапи рифтогенезу відбулося на сході, один — з пізнього перму до тріасу, а другий — з пізньої юри до ранньої крейди.
На півдні відкладення карбонатів і уламкових порід, сформували  мілководний шельф в кінці тріасу. Активний рифтогенез відбувся 190 — 160 млн років тому. За цей час рифтогенез відокремив Північну Америку і Африку утворивши трансформну зону (Andeweg, 2002 ).

## Кайнозой
Зв'язок обертання Іберійської плити з утворенням Піренеїв було важко упевнено розшифрувати. Детальні аеромагнітні вимірювання шельфу морського дна Ньюфаундлендської Великої банки, показали, що Іберія мігрувала разом з Африканською плитою з кінця крейди до середини еоцену, з розширенням межі плити на захід від Біскайської затоки. Рух плити припинився, через виникнення стиснення вздовж Піренеїв.
З кінця олігоцену, Іберійська плита рухається як частина Євразійської плити, з межею між Євразією та Африкою, розташованою уздовж Гібралтар-Азорської системи розломів.
Продовження обертання Іберійської плити на початку міоцену ще раз відокремив Іберійську плиту від Євразії відкривши коридор Бетіка з'єднавши Середземне море з Атлантичним океаном. Через подальше обертання Іберійської плити, закрився коридор Бетіка близько 5960 тисяч років тому під час Мессінського періоду міоцену, викликаючи Мессінську соленосну кризу, період, коли Середземне море випарувалося повністю або частково.

## Геологія Піренейського півострова
Ядро Піренейського півострова складається з блоку герцинського кратону відомого як Іберійський масив. На північному сході він обмежений Піренейським складчастим поясом, а на південному сході обмежений Кордильера-Бетіка. Це подвійне пасмо частина Альпійського поясу. На заході півострів обмежено континентальною межею утвореною бідною магмою часів відкриття Атлантичного океану. Герцинський складчастий пояс головним чином покритий мезозойськими і третинними породами на сході, але тим не менш, має виходи на поверхню — Іберійське пасмо та каталонські прибережні хребти.